# Stacja narciarska Stok w Wiśle
Stacja narciarska Stok – ośrodek narciarski położony w Wiśle Jaworniku na tyłach czterogwiazdkowego hotelu „Stok”, w Beskidzie Śląskim na południowo-wschodnim zboczu niewybitnego wzgórza Kiczera, znajdującego się u podnóża grzbietu Wielkiej Czantorii schodzącego do przełęczy Beskidek.

## Wyciągi i trasy
W skład kompleksu wchodzą:
- 4-osobowy wyciąg krzesełkowy z taśmą dojazdową, typu 4-CLF firmy Doppelmeyr[1], o długości 803 m, przewyższeniu 195 m i przepustowości 1711 osób na godzinę[1],
- wyciąg talerzykowy o długości 150 m i przewyższeniu 18 m[2]
- ruchomy chodnik dla dzieci.

Z górnej stacji wyciągu krzesełkowego biegną dwie narciarskie trasy zjazdowe: czerwona, o długości 850 m, pod wyciągiem, i okrężna, niebieska, o długości 1150 m. Wzdłuż wyciągu talerzykowego biegnie łatwa trasa dla dzieci i początkujących narciarzy.

## Pozostała infrastruktura
Do dyspozycji narciarzy i snowboardzistów są tu:
- wypożyczalnia sprzętu Rossignol
- szkółka narciarska
- karczma góralska
- bar zimowy z tarasem widokowym na górnej stacji kolei
- zimowy plac zabaw dla dzieci  ze stokiem saneczkowym (przy ruchomym chodniku).

W hotelu Stok jest 205 pokoi dla 420 gości, z dwiema restauracjami, basenem, kręgielnią i strefą spa.

## Operator
Operatorem i właścicielem stacji jest „Bodeko Hotele” Sp. z o.o. (numer KRS: 0000270474) z siedzibą w Wiśle przy ul. Jawornik 52a. Spółka została zarejestrowana w 2006 roku w wyniku wydzielenia z później zlikwidowanej spółki Bodeko Sp. z o.o. zarejestrowanej w 2001 roku. Spółka Bodeko Hotele jest własnością Krystyny Borysiewicz, Barbary Dembowskiej i Janusza Koclegi, który jest prezesem zarządu spółki.

## Historia
Pierwszy wyciąg orczykowy powstał przy znajdującym się tu ówczesnym ośrodku wypoczynkowym kopalni „Wawel” w prawdopodobnie 1972 roku. W miejscu starego orczyka 8 grudnia 2016 roku oddano do użytku kolej krzesełkową.